# Heinrich Rudolf Schinz

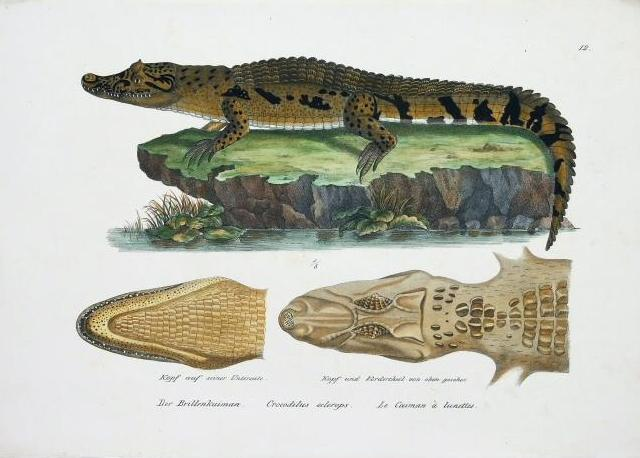
Brilkaaiman (Crocodilus sclerops), een litho van Karl Brodtmann uit Schinz' Naturgeschichte und Abbildungen der Reptilien.

Heinrich Rudolf Schinz (Zürich, 30 maart 1777 - Zürich, 8 maart 1861) was een Zwitsers arts en zoöloog.

## Biografie
Hij studeerde medicijnen in Würzburg en Jena, waarna hij een praktijk begon in zijn geboortestad Zürich. In 1804 ging hij onderwijzen aan het medische instituut aldaar en in 1833 werd hij bijzonder hoogleraar natuurwetenschappen aan de universiteit Zürich.
Hij was tevens lid en curator van de collectie van het natuurhistorisch genootschap van Zürich. Hij bestudeerde gewervelde dieren, in het bijzonder zoogdieren en vogels. Hij schreef vele belangrijke werken over zoölogie en de fauna van Zwitserland. Met illustraties van de bekende lithograaf Karl Joseph Brodtmann maakte hij enkele populair-wetenschappelijke overzichtswerken (Naturgeschichte und Abbildungen der Fische, Naturgeschichte und Abbildungen der Reptilien), die door Brodtmann zelf werden uitgegeven. Bij Orell Füssli verscheen in 1815 Die Vögel der Schweiz. In 1840 publiceerde hij Europäische Fauna oder Verzeichniss der wirbelthiere Europa's.

## Beschreven soorten
Tot de nieuwe diersoorten die Schinz beschreef behoren de franjeteenhagedis, de trapslang, de bergspitsmuis, de Japanse slaapmuis, de bruine wolaap, de zandvos, de Spaanse steenbok, de margay, de moormakaak, de kapucijnluiaard, de mutsvleermuis en de arapaima.